# Wołodymyr Sterlik
Wołodymyr Iwanowycz Sterlik (ukr. Володимир Іванович Стерлік; ros. Владимир Иванович Стерлик, Władimir Iwanowicz Stierlik; ur. 15 października 1940 w Hadziaczu) – ukraiński wioślarz reprezentujący ZSRR, brązowy medalista olimpijski i wicemistrz świata.

## Kariera
Startował w ósemkach na igrzyskach olimpijskich w Tokio w 1964. Osada ZSRR zajęła w finale piąte (przedostanie) miejsce. Na rozgrywanych cztery lata później igrzyskach olimpijskich w Meksyku reprezentanci ZSRR zajęli trzecie miejsce w tej samej konkurencji. W wyścigu finałowym Zigmas Jukna, Antanas Bagdonavičius, Wołodymyr Sterlik, Juozas Jagelavičius, Aleksandr Martyszkin, Vytautas Briedis, Wałentyn Krawczuk, Wiktor Suslin i Jurij Łoriencson uplasowali się 2,11 sekundy za osadą RFN i 1,13 sekundy za osadą Australii. Brał też udział w igrzyskach olimpijskich w Monachium w 1972, zajmując czwarte miejsce w czwórkach ze sternikiem. Walkę o medal radziecka osada przegrała z osadą Czechosłowacji o 2,07 sekundy.
Wspólnie z Jukną, Bagdonavičiusem i Jagelavičiusem był drugi w czwórce bez sternika na mistrzostwach świata w Bledzie (1966).
W ósemkach zdobywał także srebrne medale na mistrzostwach Europy w Kopenhadze (1963), mistrzostwach Europy w Amsterdamie (1964) i mistrzostwach Europy w Klagenfurcie (1969). Na mistrzostwach Europy w Vichy (1967) zwyciężył w czwórce ze sternikiem, a na mistrzostwach Europy w Kopenhadze (1971) był w tej konkurencji trzeci. Ponadto zwyciężył w czwórce bez sternika na mistrzostwach Europy w Duisburgu (1965).